# Montebuono
Montebuono település Olaszországban, Lazio régióban, Rieti megyében. Lakosainak száma 811 fő (2023. január 1.). Montebuono Collevecchio, Magliano Sabina, Tarano, Torri in Sabina és Calvi dell'Umbria községekkel határos.

## Népesség
A település lakossága az elmúlt években az alábbi módon változott:
| Lakosok száma | 890  | 891  | 811  |
|               | 2017 | 2018 | 2023 |